# Liste der Verzeichnisse historischer Druckschriften
Die Liste der Verzeichnisse historischer Druckschriften führt Datenbanken und gedruckte Bibliographien auf, die Druckwerke aus einem bestimmten Zeitraum retrospektiv erfassen.

## Liste
| Name                                                        | Katalogart                                         | Erfasste Sprachen und Länder                | Erfassungszeitraum | Titelbestand (projiziert) |
| ----------------------------------------------------------- | -------------------------------------------------- | ------------------------------------------- | ------------------ | ------------------------- |
| Censimento nazionale delle edizioni italiane del XVI secolo | Retrospektive Nationalbibliografie Italiens        | Italienische Drucke und aus Italien         | 1501–1600          | (.0070.000 .11(80.000)    |
| English Short Title Catalogue                               |                                                    | Englische Drucke und aus anglophonem Raum   | 1473–1800          | (.0460.000                |
| French Books                                                | Retrospektive Nationalbibliografie Frankreichs     | Nichtfranzösische Drucke aus Frankreich     | –1600              | (.0040.000                |
| French Vernacular Books                                     | Retrospektive Nationalbibliografie Frankreichs     | Französische Drucke                         | –1600              | (.0052.000                |
| Gesamtkatalog der Wiegendrucke                              |                                                    | Drucke aus Europa                           | –1500              | (.0036.000                |
| Incunabula Short Title Catalogue                            |                                                    | Drucke aus Europa                           | –1500              | (.0028.264                |
| Kurztitelkatalog Flandern                                   | Retrospektive Nationalbibliografie Flanderns       | Drucke aus Flandern                         | 1601–1800          | (.0028.315                |
| Nineteenth-Century Short Title Catalogue                    | Metakatalog                                        | Englische Drucke und aus anglophonem Raum   | 1801–1919          | (1.200.000                |
| Short Title Catalogue Netherlands                           | Retrospektive Nationalbibliografie der Niederlande | Niederländische Drucke und aus Niederlanden | –1800              | (.0213.000                |
| Universal Short Title Catalogue                             | Metakatalog                                        | Drucke aus Europa                           | –1600              | (.0355.000                |
| VD 16                                                       | Retrospektive Nationalbibliografie Deutschlands    | Deutsche Drucke und aus Deutschland         | 1501–1600          | (.0106.000                |
| VD 17                                                       | Retrospektive Nationalbibliografie Deutschlands    | Deutsche Drucke und aus Deutschland         | 1601–1700          | (.0312.392                |
| VD 18                                                       | Retrospektive Nationalbibliografie Deutschlands    | Deutsche Drucke und aus Deutschland         | 1701–1800          | (.0284.000 .1(600.000)    |